# Nehvoroșcea, Novi Sanjarî
Nehvoroșcea (în ucraineană Нехвороща) este o comună în raionul Novi Sanjarî, regiunea Poltava, Ucraina, formată numai din satul de reședință.

## Demografie
Componența lingvistică a comunei Nehvoroșcea
     Ucraineană (97,04%)
     Rusă (2,52%)
     Alte limbi (0,24%)
Conform recensământului din 2001, majoritatea populației comunei Nehvoroșcea era vorbitoare de ucraineană (97,04%), existând în minoritate și vorbitori de rusă (2,52%).